# Xavier Ravenet
Xavier Ravenet (ur. 17 lipca 1975) – francuski lekkoatleta, specjalizujący się w długich biegach płotkarskich oraz sprinterskich. 
Medalista Młodzieżowych Mistrzostw Europy (1997). Mistrz Francji w biegu sztafetowym 4 × 400 metrów. 

## Osiągnięcia
- Młodzieżowe Mistrzostwa Europy, Turku 1997
  - brązowy medal – bieg na 400 m przez płotki
- Mistrzostwa Francji
  - złoty medal – sztafeta 4 × 400 m (2001)[1]

## Rekordy życiowe
- bieg na 400 metrów
  - stadion – 46,37 (1997)
- bieg na 400 metrów przez płotki
  - stadion – 49,45 (1997)